# Acanthodelta ochrocraspeda
Acanthodelta ochrocraspeda är en fjärilsart som beskrevs av Louis Beethoven Prout 1921. Acanthodelta ochrocraspeda ingår i släktet Acanthodelta och familjen nattflyn. Inga underarter finns listade i Catalogue of Life.